# Абгар I Пика
Абгар I Пика — правитель Осроены в 94—68 годах до н. э. из династии Абгаридов.
По предположению, в частности, Дж. Сегала, в 94—92 годах до н. э. Абгар I Пика правил в Осроене вместе с Бакру II, а в 92—68 годах до н. э. — самостоятельно. В хронике Дионисия Тель-Махрского сообщается, что Абгар I и Бакру II совместно правили два года и четыре месяца, а единоличное правление Абгара продолжалось двадцать три года и пять месяцев.
Видимо, Абгар был зависимым союзником армянского царя Тиграна II. Согласно Плутарху, в 69 году до н. э., во время войны Тиграна с римским полководцем Лукуллом, на помощь правителю Армении направлялся большой отряд арабов. Помощник Лукулла Сестилий напал на них, когда арабы занимались обустройством своего полевого лагеря, и перебил большую их часть. По предположению Р. Л. Манасеряна и Дж. Сегала, речь идёт именно об осроенцах. По мнению Б. Уорика, Абгар тоже был убит, а Осроена — разделена на две части.